# Ірина Шторк
Ірина Шторк (ест. Irina Štork; *7 квітня 1993, Таллінн, Естонія) — естонська фігуристка, що виступає у танцях на льоду в парі з Тааві Рандом, разом з яким стала чемпіонкою Національної першості з фігурного катання Естонії 2010 року, учасниця XXI Зимової Олімпіади (Ванкувер, Канада, 2010; 23-е місце).

## Кар'єра
Ірина Шторк і Тааві Ранд стартували на міжнародному дорослому рівні в сезоні 2009/2010 і відразу в олімпійському турнірі танцювальних пар на XXI Зимовій Олімпіаді (Ванкувер, Канада, 2010). Так сталося, тому що Кейтлін Мелорі, партнерці по найкращій останніми роками естонській танцювальній парі Кейтлін Мелорі / Кристіан Ранд (Кристіан є старшим братом Тааві), не було надано естонське громадянство, відтак пара не змогла виступити на Іграх. До Олімпіади, пара Шторк/Ранд брала участь лише в юніорських змаганнях, показуючи скромні результати. Вони були 22-ми на двох Чемпіонатах світу з фігурного катання серед юніорів (у 2007 та 2008 роках), а у сезоні 2008/2009 не виступали разом (Тааві Ранд катався з іншою партнеркою — Кристіною Ваха.
На Олімпіаді у Ванкувері в лютому 2010 року Ірина Шторк і Тааві Ранд посіли останню 23-у позицію. 

## Спортивні досягнення
(з Т. Рандом)
| Сезони/Змагання                                    | 2004/2005 | 2005/2006 | 2006/2007 | 2007/2008 | 2009/2010 |
| -------------------------------------------------- | --------- | --------- | --------- | --------- | --------- |
| Зимові Олімпійські ігри                            |           |           |           |           | 23        |
| Чемпіонати світу з фігурного катання серед юніорів |           |           | 22        | 22        |           |
| Чемпіонати Естонії з фігурного катання             | 3         | 3         | 1J.       | 1J.       | 1         |
| Етапи юніорського Гран-Прі, Німеччина              |           |           |           |           | 17        |
| Етапи юніорського Гран-Прі, Угорщина               |           |           |           |           | 18        |
| Етапи юніорського Гран-Прі, Естонія                |           |           |           | 10        |           |
| Етапи юніорського Гран-Прі, Австрія                |           |           |           | 10        |           |
| Етапи юніорського Гран-Прі, Чехія                  |           |           | 11        |           |           |
| Етапи юніорського Гран-Прі, Норвегія               |           |           | 13        |           |           |
| Турніри: «NRW Trophy»                              |           |           |           |           | 9J.       |
| Меморіали Павла Романа                             |           | 1N.       |           |           |           |

- N = рівень новачків; J = юніорський рівень